# USS Leutze (DD-481)
L'USS Leutze (DD-481) est un destroyer de la classe Fletcher en service dans la Marine des États-Unis pendant la Seconde Guerre mondiale. Il a été nommé en l'honneur de l'amiral Eugene H. C. Leutze (1847–1931).

## Construction
Sa quille est posée le 3 juin 1941 au chantier naval 	Puget Sound Naval Shipyard de Bremerton, dans l'État de Washington. Il est lancé le 29 octobre 1942 ; parrainée par Mlle Caroline Rowcliffe, petite-fille du contre-amiral E. H. C. Leutze, fille du contre-amiral Gilbert Jonathan Rowcliff, et mis en service le 4 mars 1944.

## Historique
Le Leutze a effectué les essais de performance nécessaires et a poursuivi la formation de son équipage lors de missions d'escorte vers Pearl Harbor et Eniwetok en juin et juillet 1944. Le 2 août, il quitta Seattle pour la zone de guerre en tant que destroyer neuf et élégant et revint un an et un jour plus tard en tant que vétéran meurtri sur le point d'être mis au rebut. Pendant ce court intervalle, il avait participé à cinq invasions et à une bataille navale majeure avant qu'un kamikaze ne mette fin à ses jours de combat.
Après avoir quitté Seattle, état de Washington, le destroyer s'est entraîné dans les îles Hawaï et Salomon en vue de l'invasion des Palaos. Arrivé au large de Peleliu le 12 septembre (jour J-3), le Leutze a bombardé les positions ennemies à terre et a subi sa première perte lorsque les éclats d'un obus ennemi ont pulvérisé le navire. Retiré le 24 septembre, il a rejoint le Task Group 77.2 (TG 77.2) à l'île Manus, îles de l'Amirauté, pour l'invasion des Philippines, stratégiquement importantes.
L'action au large de Leyte commence le 18 octobre avec peu d'opposition sérieuse au bombardement préalable à l'invasion, mais elle atteint un point culminant crescendo avec la bataille du golfe de Leyte les 24 et 25 octobre. Le Leutze, qui avait tiré pour la première fois sur un avion ennemi deux jours auparavant, a subi 11 pertes le matin du 24, lorsqu'il a été touché lors d'un bombardement et d'un mitraillage ennemis. Cette nuit-là, dans le détroit de Surigao, avec les navires de soutien de la 7e flotte (United States 7th Fleet)  du contre-amiral Jesse B. Oldendorf, il attaqua à la torpille les navires de la force sud du Japon sous les ordres de l'amiral Shoji Nishimura. Au cours de cette phase de la dernière grande bataille entre navires de surface, Nishimura perdit deux cuirassés et trois destroyers dans une vaine tentative de forcer le détroit et d'attaquer la flotte d'invasion américaine. Par la suite, sa flotte de surface étant décimée, le Japon a de nouveau recours aux frappes aériennes. Bien que le Leutze s'en soit sorti indemne, en une seule journée, le 1er novembre, quatre navires-jumeaux (sister ships) de sa protection ont été écrasés par des avions suicides.
Après une période de révision, il quitta Kossol Roads le 1er janvier 1945 pour l'invasion du golfe de Lingayen, Luçon, Philippines. En route, le navire a reçu des glaces pour tout l'équipage pour avoir ramené un marin tombé à la mer du porte-avion USS Makin Island (CVE-93) . Il est arrivé dans le golfe de Lingayen le 6 janvier pour un appui-feu. Tout en soutenant cette opération, le Leutze a coulé le 7 janvier un patrouilleur japonais et le 9 janvier un petit bateau suicide chargé d'explosifs.
Des préparatifs minutieux sont effectués pour le prochain assaut. Iwo Jima, désiré comme site d'aérodrome, fut choisi comme cible. S'exerçant avec des équipes de démolition sous-marine (Underwater Demolition Team) à Ulithi et effectuant des exercices jusqu'au-delà de Saipan, le Leutze arriva à Iwo Jima le 16 février. Malgré les bombardements et les tirs d'artillerie intensifs précédents, le feu ennemi était lourd.
Le 17 février, alors qu'il protégeait les hommes-grenouilles de la Marine, il prit un obus sur la partie arrière de la pile avant. Resté jusqu'à la fin de sa mission, il a ensuite transféré son commandant gravement blessé et trois autres blessés et a repris son poste. Conformément à la recommandation du commandant, le lieutenant Leon Grabowsky est élevé au rang de commandant du Leutze. En prenant le commandement le 17 janvier 1945, Grabowsky est devenu le plus jeune commandant de destroyer moderne de l'US Navy à l'âge de 27 ans et 4 mois. Ordonné de retourner à Ulithi le lendemain pour des réparations, le Leutze retourna à Iwo Jima début mars mais seulement pour quatre jours, car une grande partie de cette flotte était maintenant nécessaire pour l'opération Iceberg, la conquête d'Okinawa.
Cette dernière grande opération amphibie de la guerre, contrairement à Iwo Jima, se déroule à portée des avions terrestres japonais. Alors qu'il escortait le cuirassé USS New York (BB-34) pour le bombardement de pré-invasion du 27 mars, le Leutze a effectué deux tirs de grenades sous-marines qui ont apparemment coulé un sous-marin de poche. Lors d'un second voyage avec les croiseurs légers USS Mobile (CL-63) et USS Oakland (CL-95), il arrive à Okinawa le 3 avril. C'était deux jours après le jour J, mais à temps pour la première des opérations japonaises "Ten Go", les attaques kamikazes massives.

### Destin

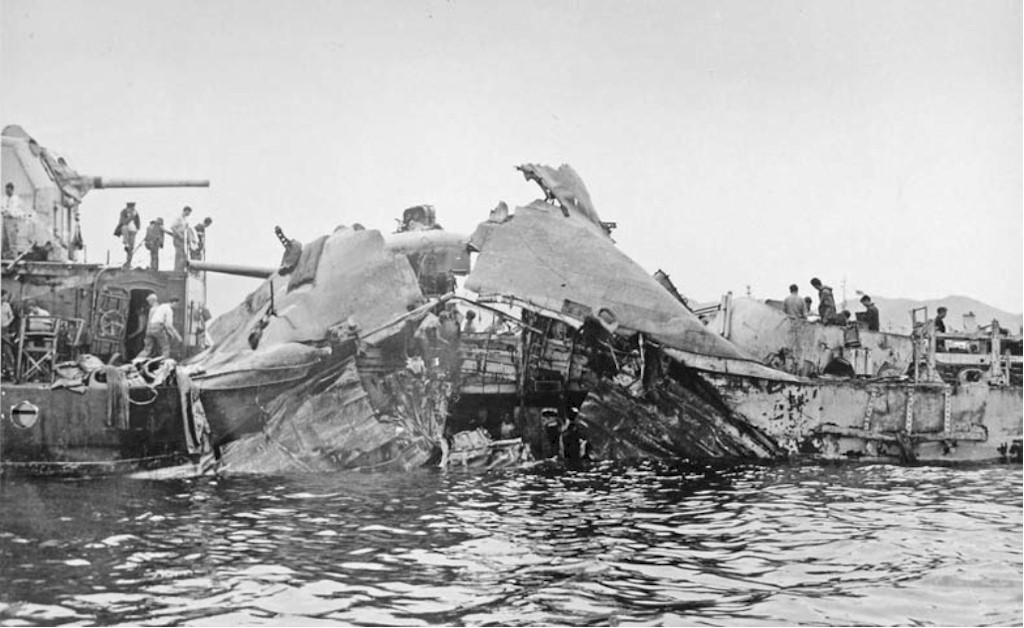
Dégâts causés par les kamikazes au Leutze, 1945.

Parmi la première vague d'avions attaquants qui traversent l'écran de protection extérieur le 6 avril, il en endommage deux et en abat un troisième par la suite. Ignorant le danger, il se dirigea vers le USS Newcomb (DD-586), trois fois touché et en feu. Le quatrième avion à frapper ce navire a glissé sur le pont et a fait exploser sa bombe contre le carré de pont bâbord du Leutze. Le kamikaze a presque sectionné la poupe du navire et a laissé sept membres d'équipage disparus, un mort et 30 blessés. Le lieutenant Leon Grabowsky, commandant par intérim du Leutze, a reçu la Croix de la Marine (Navy Cross) pour son rôle dans l'aide apportée au Newcomb et dans le combat de son propre navire.
Rappelant ses équipes de pompiers du Newcomb, il a manœuvré à l'écart, a maîtrisé son inondation et a été remorqué au mouillage de Kerama Retto pour des réparations d'urgence. Parti le 10 juillet via Guam et Pearl Harbor, il a atteint les cales sèches de Hunters Point, à San Francisco, le 3 août. Après la fin de la guerre, ses réparations sont interrompues.
Le Leutze est mis hors service le 6 décembre 1945, rayé du registre de la marine (Naval Vessel Register) le 3 janvier 1946, et finalement acheté à la ferraille par Thomas Harris, à Barber, dans le New Jersey, le 17 juin 1947.

## Décorations
Le Leutze a reçu cinq battles stars pour son service pendant la Seconde Guerre mondiale.

### Littératures
- (de) Stefan Terzibaschitsch: Zerstörer der U.S. Navy. Bechtermünz Verlag, Augsburg 1997,  (ISBN 3-86047-587-8).
- (en) Alan Raven: Fletcher Class Destroyers. Naval Institute Press, Annapolis 1986,  (ISBN 0-87021-193-5).
- (en) Jerry Scutts: Fletcher DDs (US Destroyers) in action (Warships No. 8). Squadron/signal publications, Carrollton Texas 1995,  (ISBN 978-0-89747-336-1).
- (en) Theodore Roscoe: Destroyer Operations in World War II. United States Naval Institute, Annapolis 1953,  (ISBN 978-0-87021-726-5).